# Acrolophia ustulata
Acrolophia ustulata är en orkidéart som först beskrevs av Harry Bolus, och fick sitt nu gällande namn av Rudolf Schlechter och Harry Bolus. Acrolophia ustulata ingår i släktet Acrolophia och familjen orkidéer. Inga underarter finns listade i Catalogue of Life.